# غلين كونينغهام
غلين كونينغهام (بالإنجليزية: Glenn Cunningham)‏ هو سياسي أمريكي، ولد في 10 سبتمبر 1912 في الولايات المتحدة، وتوفي في 18 ديسمبر 2003 في نفس البلد. حزبياً، نشط في الحزب الجمهوري. وقد انتخب عضو مجلس النواب الأمريكي.